# Markovce
Markovce es un municipio del distrito de Michalovce en la región de Košice, Eslovaquia, con una población estimada a final del año 2024 de 1081 habitantes.
Se encuentra ubicado al noreste de la región, en la cuenca hidrográfica del río Bodrog (afluente derecho del Tisza) y cerca de la frontera con la región de Prešov, Ucrania y Hungría.

## Demografía
| Año        | 1994 | 2004     | 2014     | 2024     |
| ---------- | ---- | -------- | -------- | -------- |
| Población  | 655  | 808      | 936      | 1081     |
| Diferencia |      | +23,35 % | +15,84 % | +15,49 % |

| Año        | 2023 | 2024    |
| ---------- | ---- | ------- |
| Población  | 1073 | 1081    |
| Diferencia |      | +0,74 % |